# Schefflera staufferana
Schefflera staufferana är en araliaväxtart som beskrevs av Luciano Bernardi. Schefflera staufferana ingår i släktet Schefflera och familjen araliaväxter. Inga underarter finns listade.